# Ikkatteq
Ikkatteq (Íkâteq o Íkáteq o Ikâteq prima della riforma ortografica del 1973) è un villaggio abbandonato della Groenlandia. Si trova su una piccola isoletta a est di Ammassalik Ø, a 65°38'N 37°57'O e contava un solo abitante fino al 2007, anno in cui l'unico abitante è deceduto, lasciando il villaggio disabitato; appartiene al comune di Sermersooq.